# 앰브런스
《앰브런스》(영어: The Ambulance)는 미국에서 제작된 래리 코언 감독의 1990년 코미디 스릴러 영화이다. 에릭 로버츠, 제임스 얼 존스, 메건 갤러거 등이 출연하였고, 목터수마 에스파자 등이 제작에 참여하였다.

## 출연진
- 에릭 로버츠
- 제임스 얼 존스
- 메건 갤러거
- 레드 버튼스
- 저닌 터너
- 에릭 브레이든
- 리처드 브라이트
- 로린 랜던
- 닉 친런드
- 케빈 헤이건
- 스탠 리
- 마이클 오헤어

## 기타 제작진
- 배역: 마샤 슐먼
- 미술: 레스터 코언
- 의상: 실비아 베이가배스케즈

## 참고 자료
- Doyle, Michael (2015년 10월 31일). 《Larry Cohen: The Stuff of Gods and Monsters》. Bear Manor Media.